# Verdens Gang
Verdens Gang, kendt som VG, er Norges næststørste avis med et oplag på 233.295 i 2010. Den udgives dagligt i tabloidformat fra Oslo. Indtil 2010 var avisen Norges største, men blev slået af Aftenposten.
Avisen blev grundlagt kort efter 2. verdenskrig af en række medlemmer af den norske modstandsbevægelse. Første eksemplar udkom 23. juni 1945. Avisen er partipolitisk uafhængig, men opfattes som en centrum-avis. VG ejes 100% af Schibsted-koncernen.
VG er kendt for sin satsning på fotojournalistik og er det dagblad, der har vundet den norske pressefotografklubs pris for årets billede flest gange. VG har 21 fastansatte fotografer, hvilket er flere end nogen anden norsk avis. Avisen har et dagligt sportstillæg, VG Sporten, som udkommer hver dag. Lørdag udkommer avisen med weekend-magasinet VG Helg.
Avisens internetudgave, VG Nett, er Norges største netavis.